# 一度
一度（いちど）あるいはユニゾンとは、音楽における音程のひとつである。
完全一度は同度（どうど）とも呼ばれ、完全に同じ音を表す音程であり、完全一度の振動数の比は1:1である。
完全一度はP1と略記する。